# Folksam
Folksam är ett av de största försäkringsbolagen i Sverige. Huvudkontoret finns i  Folksamhuset på Bohusgatan 14 på Södermalm i Stockholm.
Folksamgruppen omfattar moderföretagen Folksam ömsesidig sakförsäkring ( Folksam Sak ) med dotterföretag och Folksam ömsesidig livförsäkring ( Folksam Liv) med dotterföretag. Folksam Sak är moderföretag i en koncern som förutom moderföretaget omfattar försäkringsverksamhet i det helägda dotterföretaget Tre Kronor Försäkring AB. Folksam Liv är moderföretag i en koncern som förutom moderföretaget omfattar det helägda dotterföretaget Folksam Fondförsäkringsaktiebolag, det till 60 procent ägda företaget KPA AB med dotterföretag, vilka bedriver verksamhet under varumärket KPA Pension samt Folksam LO Tjänstepension AB som bedriver verksamhet under varumärket Folksam LO Pension vilket ägs till 51 procent. Inom Folksam Liv finns även Folksam Tjänstepension.  
Det överskott som Folksam skapar går alltid tillbaka till kunderna och används till återbäring, rabatter och för att förbättra villkor.  
Sedan januari 2020 är Ylva Wessén vd och koncernchef. 
I Folksam Saks och Folksam Livs styrelser representeras kunderna av bland andra Kooperativa Förbundet (KF), OKQ8, HSB, Riksbyggen, LO och TCO. 

## Historia

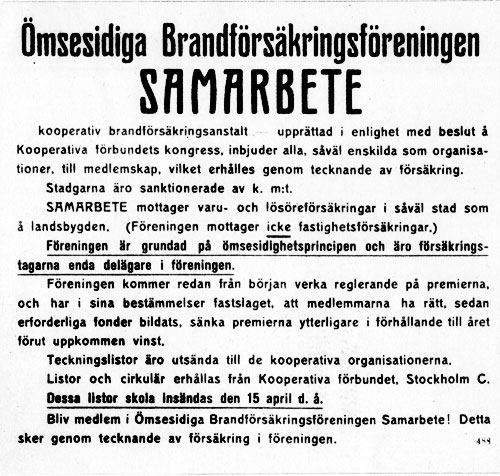
Uppropet om medlemsteckning 1905

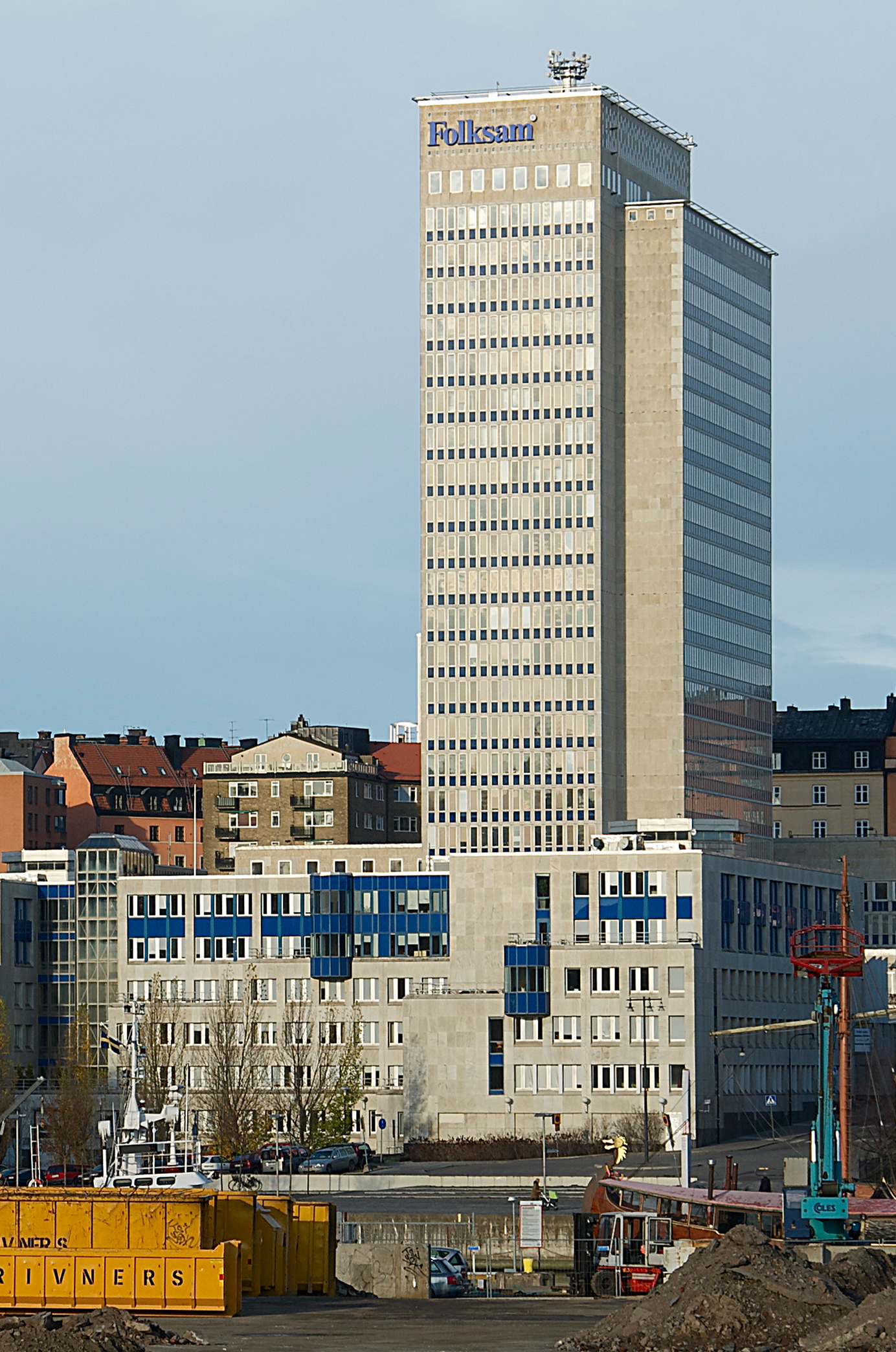
Folksamhuset i november 2011.

Arbetarfamiljerna hade i början av 1900-talet oftast ingen brandförsäkring, samtidigt som bränder i den tidens träbebyggelser var vanliga. En typisk tidningsnotis: "Till råga på olyckan beboddes qvarteren till stor del af arbetarefamiljer, af hvilka ett större antal hade sina tillhörigheter oassurerade". Dåtidens försäkringsbolag hade inget större intresse att teckna och inkassera de små belopp det handlade om.
- 1905 - Behovet var stort då Kooperativa Förbundets (KF) kongress 1905 beslutade att bilda en kooperativ brandförsäkringsanstalt. Kapital saknades, så man sände ut upprop inom kooperationen där blivande medlemmar tecknade sitt intresse på listor. Se bild. Myndigheternas minimikrav var två miljoner kronor.
- 1908 - Vid tiden för den konstituerade stämman den 10 maj 1908 hade man teckningar för den dubbla summan, dvs. fyra miljoner kronor. Därmed kunde Ömsesidiga Brandförsäkringsföreningen Samarbete, mest känt under enbart kortformen ’’Samarbete’’, bildas på stämman i Stockholms Folkets Hus.
- 1914 - Redan tidigt hade man samarbete med Sveriges Praktiska Livförsäkringsförening och livförsäkringsverksamheten ombildades 1914 till Sveriges Praktiska Livförsäkringsanstalt Folket, mera känt som Folket.
- 1917 - Från början hade man endast tillstånd att brandförsäkra lösöre, men 1917 utökades verksamheten till att även omfatta brandförsäkring av byggnader.

- 1922|1923 inköps fastigheten på Kungsgatan 5 (bilden), där huvudkontoret låg kvar tills fastigheten vid Skanstull (Folksamhuset) stod klar 1960.
- 1925 - Folket och Samarbete fick nu gemensam företagsledning. Samma år introducerades den första kollektiva olycksfallsförsäkringen i Sverige av Svenska sågverksindustriarbetareförbundet. Senare kompletterades den kollektiva olycksfallsförsäkringen med sjukförsäkring, rehabilitetsförsäkring och grupplivförsäkring. Samarbetes försäkringar utsträcktes till att även kunna innefatta olycksfall, bil, ansvar, vattenledningsskada och garanti.
- 1946 börjar namnet Folksam användas, en sammansättning av de två namnen Folket och Samarbete. 1949 uppgick Försäkringsaktiebolaget Leire i Folksam och 1950 Försäkringsanstalten Välfärden.[1][2].
- 1947 tillkom båtförsäkringar, 1949 sjö- och transportförsäkring Leire och 1951 yrkesskadeförsäkring Välfärd.
- 1949 infördes grupplivförsäkring, som är en kollektiv livförsäkring.
- 1953 - Även om kombinerade försäkringar fanns tidigare, så var det ändå vanligast med separata försäkringar. Genom den 1953 lanserade hemförsäkringen sammanfördes brandförsäkring, inbrottsförsäkring, vattenledningsförsäkring osv. till ett gemensamt försäkringsbrev. 1954 infördes hemförsäkringen även för fastighet, villa och fritidshus. Senare tog även andra försäkringsbolag upp idén.
- 1956 infördes en värdestegringsgaranti, som innebar att försäkringsbeloppen automatiskt höjdes om index steg.
- 1960 på Kristi Himmelsfärdsdagen flyttar man i sina lokaler vid Skanstull i Stockholm.
- 1964 köper man Växjö Bil & Karosseriverkstad, som senare blir ’’Folksam Auto’’. Verksamheten avyttras 2008 [3]
- 1968 - Folksam beslutar att inrätta en ombudsman för försäkringsfrågor. Miljökampanjen "Front mot miljöförstöringen" startat. Detta blir upprinnelsen till Folksams engagemang i miljöfrågor.
- 1980 - Folksam lämnar som enda försäkringsbolag i Sverige återbäring på hemförsäkringspremier.
- 1984 - Rapporten "Säkra och farliga bilar" publiceras. Rapporten är föregångare till "Hur säker är bilen?" där Folksams rankar bilars trafiksäkerhet.
- 1995 - Folksam är ett av 19 försäkringsbolag i världen som undertecknar FN:s miljöåtaganden för försäkringsbolag.
- 2000 - Folksam tar över ägarmajoriteten i KPA Pension.
- 2007 - Förvärvades försäkringsbolaget *Tre Kronor' av Folksam.
- 2008 - Konsumentkooperationens pensionskassa fusioneras med Folksam.
- 2008 fyllde Folksam 100 år.
- 2012 köptes SalusAnsvar från den norska banken DNB.[4]
- 2014 fyllde Folksam Liv 100 år.

## Folksams verksamhet
Folksam har sedan 1940-talet varit inblandade i utvecklingen av rehabilitering, bland annat genom sponsringen av ’’Hälsoåret 58’’, i samband med bolagets 50-årsjubileum.  Folksam arbetar även med trafikforskning och publicerar årligen rapporter om bilsäkerhet.